# Spinilimosina tetrasticha
Spinilimosina tetrasticha är en tvåvingeart som först beskrevs av Richards 1973.  Spinilimosina tetrasticha ingår i släktet Spinilimosina och familjen hoppflugor. Inga underarter finns listade i Catalogue of Life.